# Carlo Maria Maggi
Carlo Maria Maggi, född 29 december 1934 i Villanova del Ghebbo, död 26 december 2018 i Venedig, var en italiensk terrorist, till yrket läkare, och under mer än 20 år ledare för den fascistiska terrororganisationen Ordine Nuovo i Triveneto.
Maggi dömdes den 30 juli 2001 till livstids fängelse för delaktighet i bombdådet på Piazza Fontana i december 1969 men domen upphävdes i högre instans den 12 mars 2004. Maggi fälldes emellertid den 22 augusti 2015 för ett annat terrordåd, bombdådet på Piazza della Loggia i Brescia 1974 och dömdes till livstids fängelse, en dom som fastställdes av högsta kassationsdomstolen den 20 juni 2017, 43 år efter terrordådet. När domen vann laga kraft var Maggi redan 82 år och kunde på grund av sviktande hälsa inte klara en fängelsevistelse. Han tillbringade återstoden av sitt liv i husarrest och dog hemma den 26 december 2018, tre dagar innan han skulle ha fyllt 84 år. Maggis död kommenterades av Piazza Fontana-fallets utredningsledare, Guido Salvini, som menade att Maggi tog en mängd hemligheter om blyårens terrorattentat med sig i graven och att han med säkerhet varit delaktig även i de bombdåd som han aldrig fällts för.